# Батлер (Джорджія)
Батлер (англ. Butler) — місто (англ. city) в США, в окрузі Тейлор штату Джорджія. Населення — 1881 особа (2020).

## Географія
Батлер розташований за координатами 32°33′26″ пн. ш. 84°14′14″ зх. д. / 32.55722° пн. ш. 84.23722° зх. д. (32.557194, -84.237330).  За даними Бюро перепису населення США в 2010 році місто мало площу 8,46 км², з яких 8,41 км² — суходіл та 0,04 км² — водойми.

## Демографія
Згідно з переписом 2010 року, у місті мешкали 1972 особи в 797 домогосподарствах у складі 516 родин. Густота населення становила 233 особи/км².  Було 935 помешкань (111/км²).
Расовий склад населення:
| - 51,4 % — чорних або афроамериканців - 46,8 % — білих - 0,8 % — азіатів |

До двох чи більше рас належало 0,8 %. Частка іспаномовних становила 2,0 % від усіх жителів.
За віковим діапазоном населення розподілялося таким чином: 27,4 % — особи молодші 18 років, 58,4 % — особи у віці 18—64 років, 14,2 % — особи у віці 65 років та старші. Медіана віку мешканця становила 35,7 року. На 100 осіб жіночої статі у місті припадало 74,8 чоловіків;  на 100 жінок у віці від 18 років та старших — 71,8 чоловіків також старших 18 років.
Середній дохід на одне домашнє господарство  становив 41 771 долар США (медіана — 31 136), а середній дохід на одну сім'ю — 46 837 доларів (медіана — 36 250). За межею бідності перебувало 33,0 % осіб, у тому числі 56,4 % дітей у віці до 18 років та 18,2 % осіб у віці 65 років та старших.
Цивільне працевлаштоване населення становило 633 особи. Основні галузі зайнятості: освіта, охорона здоров'я та соціальна допомога — 23,7 %, публічна адміністрація — 16,0 %, виробництво — 15,3 %.